# Synagogue du 17 rue des Rosiers
La synagogue du 17 rue des Rosiers, sise au 17 de la rue des Rosiers dans le quartier du Marais, dans le 4e arrondissement de Paris, au cœur du Pletzl est une synagogue orthodoxe non consistoriale, affiliée au mouvement hassidique de Habad/Loubavitch.

## Histoire
La synagogue du 17 rue des Rosiers existe depuis avant la Seconde Guerre mondiale. C'est un oratoire (Shtiebel) hassidique, qui suit la tradition de Habad|Loubavitch et qui est devenu la propriété de ce mouvement en 1963.
Durant son séjour à Paris, le futur Rebbe de Loubavitch, Menachem Mendel Schneerson, prie dans ce lieu.

## Adresse
Synagogue du 17 rue des Rosiers. 17 rue des Rosiers à Paris 4, Paris 75004.